# Giselbert van Chalon
Giselbert van Chalon (ca. 900 - Parijs, 8 april 956) was een zoon van graaf Manasses I (ca. 870 - na 925) van Dijon en Chalon, die zelf een zoon was van Manasses van Dijon en Ermengarde van Chalon, en van Irmgard van Neder-Bourgondië, dochter van graaf Bosso van Provence. 
Vanaf 936 was hij graaf van Autun, Chalon, Dijon, Troyes en Beaune, en medehertog van Bourgondië. In 952 volgde hij zijn zwager Hugo de Zwarte op als hertog van Bourgondië, maar hij gebruikte die titel niet maar noemde zichzelf "eerste graaf" van Bourgondië. Giselbert probeerde buiten de machtsstrijd in West-Francië te blijven maar was gedwongen om zich in 955 bij Hugo de Grote aan te sluiten. 
Hij stierf zonder zoon en werd opgevolgd door zijn schoonzoon Otto, getrouwd met zijn dochter Luitgarde. Zijn dochter Adelheid (ca. 928 - na 987) huwde eerst met Robert I van Meaux, daarna met Lambert I van Chalon en ten slotte met Godfried I van Anjou.

## Voorouders
| Voorouders van Giselbert van Chalon | Voorouders van Giselbert van Chalon                                          | Voorouders van Giselbert van Chalon                                          | Voorouders van Giselbert van Chalon                                          | Voorouders van Giselbert van Chalon                                          | Voorouders van Giselbert van Chalon                                          | Voorouders van Giselbert van Chalon                                          | Voorouders van Giselbert van Chalon                                          | Voorouders van Giselbert van Chalon                                          |
| ----------------------------------- | ---------------------------------------------------------------------------- | ---------------------------------------------------------------------------- | ---------------------------------------------------------------------------- | ---------------------------------------------------------------------------- | ---------------------------------------------------------------------------- | ---------------------------------------------------------------------------- | ---------------------------------------------------------------------------- | ---------------------------------------------------------------------------- |
| Overgrootouders                     | ? (-) ∞ ? (-)                                                                | ? (-) ∞ ? (-)                                                                | ? (-) ∞ ? (-)                                                                | ? (-) ∞ ? (-)                                                                | Bivinus van Metz (810-869) ∞ Richildis van Arles (805-851)                   | Bivinus van Metz (810-869) ∞ Richildis van Arles (805-851)                   | Lodewijk II van Italië (795-855) ∞ Engelberga van Parma (835-901)            | Lodewijk II van Italië (795-855) ∞ Engelberga van Parma (835-901)            |
| Grootouders                         | ? (-) ∞ ? (-)                                                                | ? (-) ∞ ? (-)                                                                | ? (-) ∞ ? (-)                                                                | ? (-) ∞ ? (-)                                                                | Boso (844-887) ∞ Ermengarde der Franken (855-896)                            | Boso (844-887) ∞ Ermengarde der Franken (855-896)                            | Boso (844-887) ∞ Ermengarde der Franken (855-896)                            | Boso (844-887) ∞ Ermengarde der Franken (855-896)                            |
| Ouders                              | Manasses I van Chalon (~870-925) ∞ Irmgard van Neder-Bourgondië (877-na 924) | Manasses I van Chalon (~870-925) ∞ Irmgard van Neder-Bourgondië (877-na 924) | Manasses I van Chalon (~870-925) ∞ Irmgard van Neder-Bourgondië (877-na 924) | Manasses I van Chalon (~870-925) ∞ Irmgard van Neder-Bourgondië (877-na 924) | Manasses I van Chalon (~870-925) ∞ Irmgard van Neder-Bourgondië (877-na 924) | Manasses I van Chalon (~870-925) ∞ Irmgard van Neder-Bourgondië (877-na 924) | Manasses I van Chalon (~870-925) ∞ Irmgard van Neder-Bourgondië (877-na 924) | Manasses I van Chalon (~870-925) ∞ Irmgard van Neder-Bourgondië (877-na 924) |
| Giselbert van Chalon (900-956)      |                                                                              |                                                                              |                                                                              |                                                                              |                                                                              |                                                                              |                                                                              |                                                                              |

## Weblinks
- (de) Giselbert von Burgund in de mittelalter-genealogie
- (de) Adelheid We(r)ra in de mittelalter-genealogie